# Epidendrum loefgrenii
Epidendrum loefgrenii är en orkidéart som beskrevs av Célestin Alfred Cogniaux. Epidendrum loefgrenii ingår i släktet Epidendrum och familjen orkidéer. Inga underarter finns listade i Catalogue of Life.